# Attagenus trifasciatus

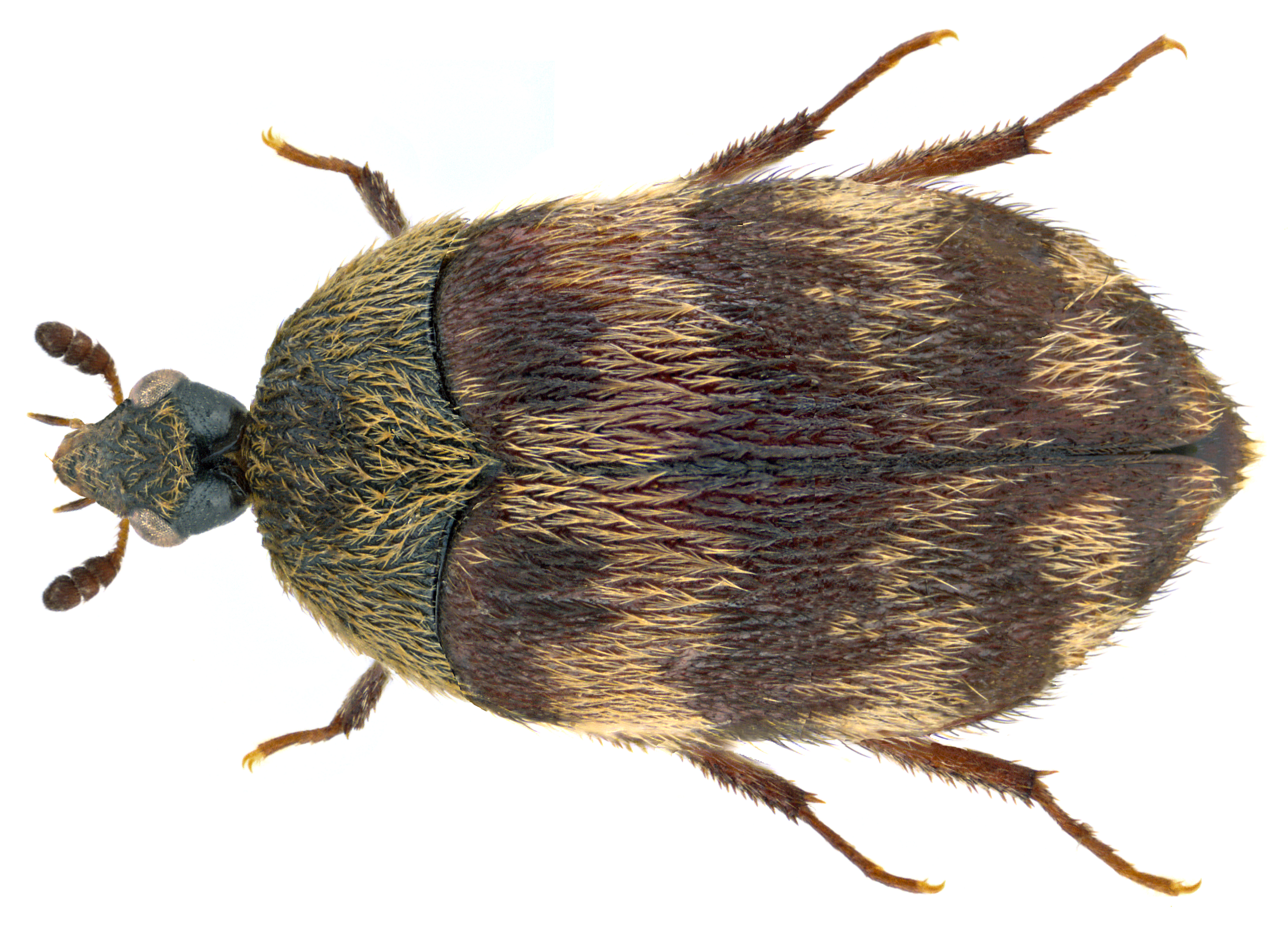
Präparat

Attagenus trifasciatus  ist ein Käfer aus der Familie der Speckkäfer. Der Artname „trifasciatus“ (lat.) bedeutet „dreibändrig“ und bezieht sich auf die hellen Querbänder auf den Flügeldecken. Der Gattungsname Attagenus von  altgr. ατταγήν attagēn, bedeutet „Haselhuhn“. Die Gattung ist in Europa mit 41 Arten vertreten.

## Merkmale
Die länglich-ovalen Käfer sind 3–4 mm groß. Die Grundfarbe der Käfer ist schwarz, die Flügeldecken sind rotbraun. Die Halsschildbasis ist mit dichten gelbgrauen Haaren bedeckt. Über die Flügeldecken verlaufen drei zackige Querbinden, die ebenfalls mit gelbgrauen Haaren bedeckt sind. Des Weiteren weisen die Flügeldecken einen Scutellar- und eine Apikalfleck auf, die ebenfalls gelbgrau behaart sind. Die Fühler sind 11-gliedrig und weisen eine dreigliedrige Keule auf. Das Fühlerendglied der Männchen ist nicht oder geringfügig länger als die Länge der Glieder 9 und 10 zusammen.

## Verbreitung
Die Art hat ihren Verbreitungsschwerpunkt im westlichen Mittelmeerraum. Dort kommt sie auf der Iberischen Halbinsel, in Südfrankreich und in Italien, auf der Balkanhalbinsel (Kroatien) sowie in Nordafrika vor. Insbesondere in Spanien und in Südfrankreich ist die Art häufig. Im Osten reicht das Vorkommen bis in den Nahen Osten. In Mitteleuropa kommt die Art im Elsass vor, wohin sie vermutlich verschleppt wurde.

## Lebensweise
Die Käfer ernähren sich von Pollen. Man beobachtet die Käfer im Sommer auf den Blüten verschiedener Dolden- und Korbblütler, darunter Schafgarben (Achillea), die Wilde Möhre (Daucus carota), die Magerwiesen-Margerite (Leucanthemum vulgare) und der Echte Haarstrang (Peucedanum officinale) sowie das Heiligenkraut (Santolina).

## Taxonomie
In der Literatur finden sich folgende Synonyme:
- Dermestes trifasciatus Fabricius, 1787
- Megatoma trifasciatum Cristofori & Jan, 1832
- Lanorus trifasciatus Coucke, 1892
- Attagenus verbasci var. repandusDejean, 1821
- Attagenus verbasci Jacquelin du Val, 1859